# Konstytucja Brazylii

Konstytucja Brazylii

Konstytucja Brazylii – najważniejszy akt prawny Brazylii. Została uchwalona przez Narodowe Zgromadzenie Konstytucyjne 5 października 1988. Na systematykę aktu składają się tytuły, rozdziały i sekcje. konstytucja wprowadza zasadę demokratycznego państwa prawnego. Za podstawy państwowości uznaje:
1. suwerenność
2. obywatelstwo
3. godność osoby ludzkiej
4. społeczne wartości pracy i wolnej inicjatywy
5. pluralizm polityczny